# 曼加斯斯普林斯 (新墨西哥州)
曼加斯斯普林斯（英語：Mangas Springs）是位於美國新墨西哥州格蘭特縣的非建制地區。

## 地理
曼加斯斯普林斯所處的海拔為高於海平面1443米（即4734英呎），而該地所採用的時區為UTC-7，即北美山地时区（MST）。同時該地設有夏令時間，為UTC-7調快一小時，即UTC-6（MDT）。